# Hoằng Hải
Hoằng Hải là một xã thuộc huyện Hoằng Hóa, tỉnh Thanh Hóa, Việt Nam.
Xã Hoằng Hải có diện tích 3,81 km², dân số năm 1999 là 4.443 người, mật độ dân số đạt 1.166 người/km².
Hoằng Hải là một xã thuần nông thuộc vùng bãi ngang ven biển của huyện Hoằng Hoá với tổng diện tích tự nhiên 362,67 ha, cách huyện lỵ 10 km, cách thành phố Thanh Hóa 22 km về phía Đông Bắc.

## Vị trí địa lý
Phía Bắc giáp xã Hoằng Yến, Hoằng Trường.
Phía Đông giáp Biển đông
Phía Đông giáp xã Hoằng Tiến
Phía Tây giáp xã Hoằng Yến